# Arlington Memorial Bridge
L'Arlington Memorial Bridge est un pont routier de 2 fois trois voies qui relie le comté d'Arlington en Virginie à la capitale des États-Unis Washington, D.C., qui traverse le Potomac.
Le pont a été inauguré en 1932 après dix ans de travaux. Il a 659 mètres de long et aboutit côté Washington au Lincoln Memorial.